# Datenrecht
Der Begriff Datenrecht bezeichnet alle Normen des objektiven Rechts, die sich mit Daten beschäftigen. 

## Einordnung und Systematik
Das Datenrecht wird nicht als eigenständiges Rechtsgebiet, sondern als Querschnittsmaterie und als Teil des Informationstechnologierechts verstanden. Daten werden dabei als kodierte Informationen verstanden, die maschinell auslesbar sind.
Innerhalb des Datenrechts wird unterschieden zwischen dem Datenschutzrecht, das im Wesentlichen den Umgang mit personenbezogenen Daten regelt und den Schutz betroffener Personen hat, und dem Datenwirtschaftsrecht, welches die wirtschaftliche Zuordnung von Daten jeglichen Inhalts zum Gegenstand hat.

## Regelung in der Europäischen Union
Das Datenrecht der Europäischen Union ist Teil des Rechts des europäischen Binnenmarktes und umfasst das Datenschutzrecht als Schutz des Persönlichkeitsrechts und Regelungen des Datenwirtschaftsrechts mit wettbewerbsrechtlichen sowie verbraucherschützenden Normen ebenso wie Bestimmungen zur Regulierung von Handelsplattformen und den Einsatz künstlicher Intelligenz und das Daten- und IT-Sicherheitsrecht.
Anders als der bereits in der Datenschutzgrundverordnung geregelte Umgang mit personenbezogenen Daten reguliert das EU-Datenwirtschaftsrecht sämtliche in digitaler Form gespeicherten Informationen. Auch sektorspezifische Regulierungsansätze wie der European Health Data Act fallen darunter. Kodifiziert ist das Datenrecht in zahlreichen Verordnungen und Richtlinien, die in nationalen Gesetzen umgesetzt werden.

### Zielsetzung
Die Europäische Union hat sich 2022 das Ziel gesetzt, das Datenrecht im Rahmen ihrer „digitalen Dekade“ bis 2030 umfassend zu regulieren. Die Gesetzgebung im Bereich des Datenrechts als Teil der europäischen Datenstrategie soll die Europäische Union zum Vorbild für eine digitale Gesellschaft machen.

„Mit dem im Januar 2024 in Kraft getretenen europäischen Datengesetz will die Kommission mehr Daten zur Nutzung freigeben und branchenübergreifend regeln, wer welche Daten für welche Zwecke nutzen darf. Bisher wurde der verfügbare Datenbestand aufgrund gesetzlicher, wirtschaftlicher und technischer Hemmnisse nicht vollständig ausgenutzt, was sich mit den neuen Vorschriften ändern soll. Die Mitgliedstaaten dürften dadurch bis 2028 einen BIP-Zuwachs in Höhe von 270 Mrd. EUR verzeichnen.“

### Umsetzung
Im Mittelpunkt stehen insbesondere folgende Verordnungen der EU:
- Daten-Governance-Rechtsakt (DGA)
- Gesetz über digitale Märkte (DMA)
- Gesetz über digitale Dienste (DSA)
- Datenverordnung (DA)
- Verordnung über künstliche Intelligenz (KI-Verordnung)
- Datenschutz-Grundverordnung   (DSGVO)
- Platform-to-Business-Verordnung (P2B-Verordnung)

sowie als Richtlinie der EU (die einer Umsetzung in nationales Recht bedarf):
- Digitale-Inhalte-Richtlinie[6] (DIRL).

## Regelung in Deutschland
In Deutschland wurden auf der Grundlage der beschriebenen EU-Rechtsakte zahlreiche neue Gesetze erlassen (zum Beispiel das Digitale-Dienste-Gesetz) und geändert (zum Beispiel das TTDSG, das GWB und das Netzwerkdurchsetzungsgesetz) oder aufgehoben (zum Beispiel das Telemediengesetz).